# Església del Carme (Alcanyís)
L'Església del Carme situada en el carrer Pare Nicolás Sancho, 2, amb volta al carrer Carmen, a Alcanyís, comarca del Baix Aragó, Província de Terol, és un temple catòlic declarat Bé Catalogat del Patrimoni Cultural Aragonés per Ordre de 30 de setembre de 2002, del Departament de Cultura i Turisme del Govern d'Aragó.

## Història
L'església, que pertanyia al convent del Carme d'Alcanyís es va construir al segle xvii, datació reforçada per la presència en la fornícula que remata l'arc d'accés de la portada de la façana principal, de la inscripció de la data de 1695.
L'any 2009 l'arquebisbat de Saragossa, va establir un conveni amb la Fundació Quílez Llisterri d'art i cultura, mitjançant el qual es procedia a la cessió del “dret real d'ús” de l'església del Carme per a diverses activitats culturals, durant un període de cinc anys prorrogables en successius períodes idèntics de temps. D'aquesta manera, el temple, no deixaria d'estar de certa manera obert al culte, però compaginaria el mateix amb la realització en les seves instal·lacions d'actes culturals tals com a concerts de música i un altre tipus de manifestacions artístiques. Al temps, la Fundació té autoritat per realitzar obres de conservació, condicionament i millora de l'edifici, sempre que comptin amb la supervisió prèvia dels tècnics que designi la diòcesi i aprovació per part d'aquesta, sent el responsable de les comunicacions d'aquests permisos i supervisions el rector responsable de l'església.
Més tard, a principis de l'any 2012, l'Ajuntament d'Alcanyís (representat per l'alcalde en aquest moment, Juan Carlos Gracia; i la Fundació Quílez Llisterri, representada, al seu torn, pel president del Patronat de la Fundació Quílez Llisterri, Ángel Quílez.) van signar un acord (de dos anys de durada, prorrogables automàticament si cap de les dues parts diu el contrari sis mesos abans de la seva finalització) per impulsar la rehabilitació de l'església del Carme i convertir-la en un espai cultural "compatible amb el manteniment ocasional del culte religiós". Per supervisar el seu compliment, es donarà lloc a una Comissió de Seguiment encarregada d'anar valorant els avanços realitzats i els possibles passos a donar en el futur.

## Descripció
Es tracta d'un edifici del segle xviii construït seguint les pautes de l'estil barroc. Paraa la seva construcció es va utilitzar maçoneria i carreu.
De planta de tres naus (sent la central més ampla i alta que les laterals) i cinc cruixies la central i quatre les laterals, acabant la nau central en la capella major, que presenta a banda i banda uns espais rectangulars prolongació de les naus laterals.
La coberta de les naus es duu a terme amb voltes de canó en la qual es disposen llunetes per donar il·luminació a l'interior. Presenta a més cor alt als peus de la nau central, sobre un arc rebaixat decorat amb estucs.
Per la seva banda, la capella Major presenta planta poligonal i la seva coberta és una amb volta de forn o de quart d'esfera, decorada a manera de venera o petxina, per la qual cosa també la hi coneix com a volta de petxina o volta “avenerada”, que arrenca de trompes d'angle.
Finalment, del seu interior queda per ressaltar la presència d'un retaule, el que ocupa el lloc de retaule major obra de Jaime Nogués, que possiblement va ser acabat en 1717. Del retaule original només es conserva l'estructura de fàbrica de calç i cant, al fet que va sofrir greus danys durant la contesa civil del 36. L'església posseeix altres retaules barrocs, de menor importància artística i dels quals només s'ha conservat la maçoneria.
També posseeix un claustre de planta quadrangular amb galeria porticada, de fàbrica de carreu i estil renaixentista amb dues plantes de arquerías sobre columnes, que actualment és part dels jutjats de la ciutat.
Presenta decoració amb yeserías de tradició mudèjar en els intradoses dels arcs.
Una de les seves portes d'accés, la que se situava en el mur lateral dret està actualment encegada. Es tractava d'una porta en arc de gran rosca, de mig punt en l'intradós i apuntat en el trasdós.
Si ens centrem en el seu exterior, destaca la façana de l'església situada als peus de la nau central, estant formada la portada, que presenta una estructura en forma de retaule de dos cossos: l'inferior obre l'accés en arc de mig punt i el superior es va articular mitjançant una fornícula, en la qual s'observa la data de 1695; tots dos buits van flanquejats per columnes salomónicas; i la torre, construïda en carreu, amb tres cossos (separats per una imposta motllurada): els dos primers de planta quadrada i el tercer octogonal (amb arcs de mig punt encegats, excepte els quals tenen buit per a les campanes), passant d'una planta a una altra mitjançant torreoncillos d'angle. La rematada de la torre és una senzilla cornisa moldurada amb una Cuculla semiesfèric.